# Florea sinuata
Florea sinuata är en mångfotingart som beskrevs av Shelley 1996. Florea sinuata ingår i släktet Florea och familjen Schizopetalidae. Inga underarter finns listade i Catalogue of Life.